# Femme fatale

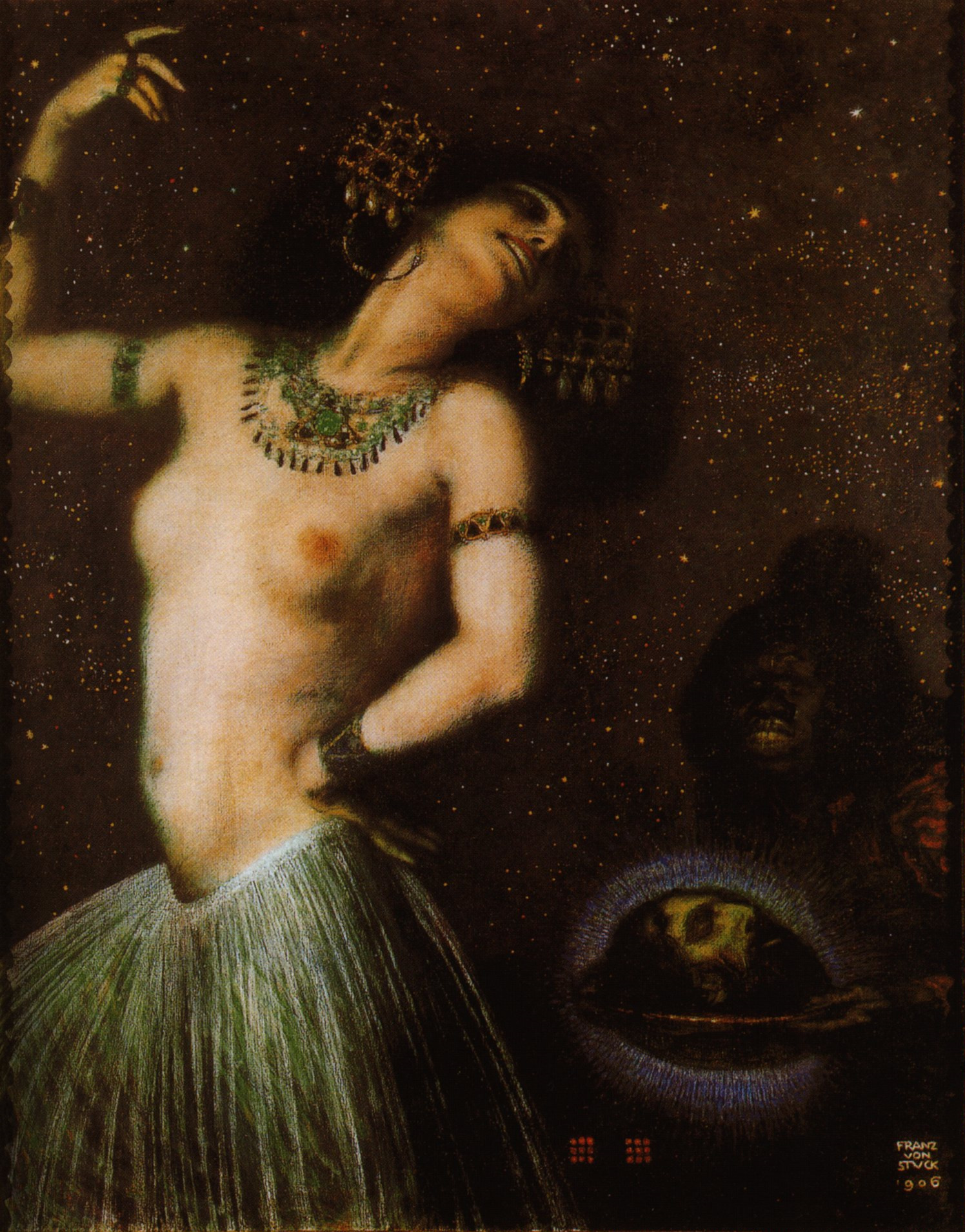
Bức tranh nàng Salome - một hình tượng femme fatale nổi tiếng, tác phẩm của họa sĩ Franz von Stuck

Femme fatale hay Người đàn bà tai họa là một nguyên mẫu về phụ nữ trong văn học và nghệ thuật phương Tây. Những femme fatale thường có khả năng mê hoặc, lôi kéo, sức quyến rũ sắc dục hay thậm chí là khả năng thôi miên người khác giới, có thể bằng ma thuật hay bằng chính sắc đẹp. Do đó, các femme fatale ngày nay vẫn thường được mô tả là có sức mạnh giống như phù thủy hoặc ác quỷ, có sức ảnh hưởng đối với đàn ông. Một trong những đặc điểm phổ biến nhất của femme fatale bao gồm lăng nhăng trong những mối quan hệ yêu đương và không có hứng thú với công việc làm mẹ, được coi là yếu tố dẫn đến sự diệt vong cho đàn ông. Femme fatale thường là nhân vật phản diện, được miêu tả rằng có các nét bí ẩn và mê hoặc. Trong các bộ phim đầu thế kỷ 20 của Mỹ, femme fatale được gọi là "vamp". Điển hình có nữ diễn viên Theda Bara nổi tiếng với vai diễn nữ ma cà rồng quyến rũ một người đàn ông đã lập gia đình trong phim A Fool There Was (1915). Ngoài ra, các nhân vật như nữ tội phạm, nữ mafia Mỹ gốc Ý hay nữ điệp viên Nga cũng đều là các điển hình của femme fatale.

## Từ nguyên và Tính chất
Cụm từ này bắt nguồn từ tiếng Pháp có nghĩa là "người đàn bà nguy hiểm". Một femme fatale luôn cố gắng đạt được âm mưu của mình bằng cách sử dụng những đặc điểm nữ tính vốn có mình sở hữu như vẻ đẹp, nét quyến rũ hoặc vẻ hấp dẫn tình dục. Trong nhiều trường hợp, thái độ của femme fatale đối với tình dục rất thiếu nghiêm túc nhưng trong một số trường hợp khác, femme fatale lại sử dụng lời nói mang tính đe dọa, ép buộc dành cho đối phương hơn là quyến rũ họ. Trong giới điện ảnh, đa số các femme fatale đều có khả năng sử dụng vũ khí thông thạo hoặc các chất độc, thuốc gây mê.
Các femme fatale trẻ tuổi (ở độ tuổi thanh thiếu niên) được gọi là "fille fatale", hay "fatal girl".

## Những nguyên mẫu trong lịch sử

### Thời kỳ Cổ đại
Nguyên mẫu femme fatale tồn tại rất nhiều trong các nền văn hóa, truyện dân gian, thần thoại các nước. Các ví dụ trong truyện thần thoại cổ đại bao gồm Lilith, Mohini, Circe, Medea, Clytemnestra, Lesbia, Helen thành Troy và Visha Kanyas. Các ví dụ trong lịch sử Cổ đại bao gồm nữ hoàng Ai Cập Cleopatra và hoàng hậu Messalina, trong Kinh thánh]] có Delilah, Jezebel và Salome. Ở lịch sử truyền thống Trung Quốc có Đát Kỉ.

### ThờiTrung cổvàPhục hưng
Femme fatale vô cùng phổ biến trong thời kỳ Trung cổ châu Âu, thường được dùng để miêu tả mối nguy hiểm mà niềm ham muốn tình dục của phái nữ mang lại. Nhân vật Lilith trong Kinh thánh tiền Trung cổ đã đưa ra ví dụ khá rõ rệt, đồng thời còn có nữ phù thủy Morgan le Fay.
Thời kỳ Phục Hưng nổi tiếng nhất với hai nhân vật lịch sử femme fatale là Isabelle của Pháp và Navarra, Hedda Gabler và Lucrezia Borgia.

### Thời kỳ Lãng mạn và Victoria
Hình mẫu femme fatale phát triển rực rỡ nhất trong thời kỳ Lãng mạn, phần lớn thông qua các tác phẩm của John Keats, đáng chú ý là "La Belle Dame sans Merci" và "Lamia". Cùng với đó, sự xuất hiện của một cuốn tiểu thuyết phong cách gothic là "The Monk", kể về nàng Matilda - một người phụ nữ quyền lực và nguy hiểm, đã đưa hình tượng femme fatale đến một tầm cao mới trong giới văn học.
Vào triều đại Victoria, các hình tượng femme fatale nổi tiếng nhất là các nữ ma cà rồng do phong trào văn học Gothic phát triển phồn thịnh, đã truyền cảm hứng rất nhiều cho hai nhà văn Edgar Allan Poe và Bram Stoker để viết nên tác phẩm của họ. Theo thời gian, femme fatale dần được hình tượng hóa thành những người phụ nữ thời trang hơn, nguy hiểm về mặt thể chất hơn, được biểu hiện nhiều nhất trong các tác phẩm của Edvard Munch, Gustav Klimt, Franz von Stuck và Gustave Moreau. Đặc biệt, cuốn tiểu thuyết "À rebours" do Joris-Karl Huysmans đã đưa ra miêu tả điển hình nhất về hình mẫu femme fatale.

### Thế kỷ 20
Vào thế kỷ 20, quan điểm truyền thống về một femme fatale thường là dưới hình một nữ ma cà rồng, sử dụng sức quyến rũ cá nhân và khiến đàn ông bỏ bê sự nghiệp hoặc gia đình của họ. Điển hình có nhân vật nữ chính trong bài thơ "The Vampire" của Rudyard Kipling, từ đó vào năm 1913 bộ phim "The Vampire" đã được sản xuất, và cũng là bộ phim có nữ chính femme fatale đầu tiên.
Các femme fatale xuất hiện nhiều trong tiểu thuyết thuộc dòng trinh thám, phần lớn nằm trong các tác phẩm của nhà văn Dashiell Hammett khoảng những năm 1920. Vào cuối thập kỷ 1920, hình tượng femme fatale bắt đầu phát triển hơn dưới nhiều khía cạnh nhân vật thay vì đơn thuần là một nữ ma cà rồng như thập kỷ trước. Điển hình có nhân vật tội phạm người Canada gốc Pháp là Marie de Sabrevois, đồng thời sự xuất hiện của bỉ vỏ Bonnie Elizabeth Parker đối với xã hội Mỹ đương thời cũng ảnh hưởng đến hình tượng femme fatale.
Ngành điện ảnh cũng có nhiều tương tự, với hình tượng femme fatale thường được khắc họa bởi các phụ nữ mang quê quán Đông Âu (điển hình như Nga) và Châu Á. Những nữ diễn viên điện ảnh nổi tiếng với hình tượng femme fatale là Lilian Gish, Mary Pickford, Theda Bara, Anna May Wong,...
Trong kỷ nguyên điện ảnh từ thập kỷ 1940 và đầu thập kỷ 1950, hình mẫu femme fatale phát triển mạnh mẽ đặc biệt ở nền điện ảnh Mỹ. Tiêu biểu có nhân vật Brigid O'Shaughnessy (đóng bởi Mary Astor), cô đã giết nhân vật người cộng sự Sam Spade trong phim The Malta Falcon (1941). Femme fatale còn được thể hiện với đa dạng nhân vật hơn: Nhân vật tiểu thư Veda tàn nhẫn và tham lam (đóng bởi Ann Blyth) trong phim Mildred Pierce, trong phim đó Veda đã lợi dụng người mẹ Mildred của mình và hủy hoại đời bà một cách tàn nhẫn bằng cách dâng mẹ mình cho cha dượng Monte Barragon; nhân vật cô đào quyến rũ Gilda (do Rita Hayworth thủ vai)  trong bộ phim cùng tên sản xuất năm 1946 hay những vai người vợ điều khiển chồng mình do Ava Gardner, Phyllis Dietrichson thủ vai.